# Россия в глобальной политике
«Россия в глобальной политике» — научно-практический общественно-политический журнал, посвященный вопросам внешней политики России и проблемам глобализации. Издаётся Фондом исследований мировой политики с ноября 2002 года при информационной поддержке американского журнала «Foreign Affairs». Финансируется на российские деньги. Является частью проекта «Россия и глобализация» российского неправительственного общественного объединения «Совет по внешней и оборонной политике» (СВОП). Выходит с периодичностью 6 раз в год. В одном выпуске содержится 18 статей.
В журнале публикуются аналитические материалы как российских, так и зарубежных специалистов в области международных отношений, а также перепечатываются статьи из Foreign Affairs и других престижных иностранных изданий.
Импакт-фактор «России в глобальной политике», согласно Российскому индексу научного цитирования (РИНЦ), составляет 0,328.
У журнала есть англоязычная, чешская и польская версии.
Главным редактором с момента основания журнала является председатель президиума Совета по внешней и оборонной политике Федор Лукьянов. Редакционный совет журнала возглавляет почетный председатель президиума Совета по внешней и оборонной политике Сергей Караганов.
Всего редакционный совет состоит из 40 человек, среди которых министр иностранных дел Российской Федерации Сергей Лавров, ректор МГИМО (У) МИД РФ Анатолий Торкунов, бывший заместитель министра по международным делам Министерства финансов США Фред Бергстен, бывший премьер-министр и министр иностранных дел Швеции Карл Бильдт, президент Российского совета по международным делам Игорь Иванов, директор Французского института международных отношений и президент Академии наук Франции Тьерри де Монбриаль, главный редактор журнала Foreign Affairs Гидеон Роуз, профессор Пекинского университета Сюн Гуанкай и другие.
Учредителями журнала являются Совет по внешней и оборонной политике (СВОП), Российский совет по международным делам (РСМД) и информационное агентство РИА Новости.

## История журнала
Совет по внешней и оборонной политике (СВОП), который считает одной из своих главных задач создание положительного имиджа Российской Федерации на мировой арене, в 2002 году в рамках проекта «Россия и глобализация» выпустил пилотный номер журнала «Россия в глобальной политике».
Учредителями журнала стали Совет по внешней и оборонной политике (СВОП), Российский союз промышленников и предпринимателей (работодателей) и издательский дом «Известия».
С ноября 2002 года по декабрь 2003 журнал выходил раз в квартал, а начиная с января 2004 перешел на схему Foreign Affairs — один выпуск раз в два месяца.
Первый номер был датирован ноябрем-декабрем 2002 года.
В своем вступительном слове, озаглавленном «Глобализм для всех и каждого», главный редактор журнала Федор Лукьянов отметил, что данное издание относится к жанру «толстого» журнала и его главной задачей является не оперативно реагировать на актуальные события в мире политики, а выявлять тенденции мировой политики и подвергать их анализу.
В интервью «Известиям», посвященном началу выпуска журнала, Лукьянов заявил, что большая часть российской элиты не понимает своих «западных собратьев», поскольку в последние годы Россия оторвалась от международных процессов и теперь страдает от недостатка информации о политических тенденциях Запада. Таким образом, задачей «России в глобальной политики» стало предоставить эту «качественную аналитическую информацию онлайн».
Также накануне презентации первого номера «России в глобальной политике» издатель Foreign Affairs Дэвид Келлог сообщил, что в рамках сотрудничества двух журналов была достигнута договоренность о том, что в каждом номере русского издания будет печататься несколько переводных статей из Foreign Affairs и наоборот. Кроме того, на официальных сайтах обоих СМИ планировалось размещать актуальную информацию об их творческом сотрудничестве. Также Келлог заявил, что создание «России в глобальной политике» является значительным событием, поскольку в мире «наступил благоприятный момент для установления прямой связи между лидерами и учеными-политологами» России и США, и запуск подобного издания поможет «лучше понять цели политики двух стран, очертить то, что нас сближает».
Основной темой первого номера стало место Российской Федерации в современном мире международных отношений.
В частности, в статье экс-министра РФ по делам СНГ Анатолия Адамишина «На пути к мировому правительству» поднимался вопрос участия России в строительстве нового миропорядка, который постепенно приходит на смену прежнему биполярному устройству мира, прекратившему свое существование после распада СССР в 1991 году. Утверждалось, что Россия должна предложить свой вариант организации «обновленной схемы управления международными процессами».
А в статье «Бремя глобальной ответственности» экс-канцлер Федеративной республики Германии Гельмут Шмидт писал, что Россия играет важную роль в мире благодаря своим запасам полезных ископаемых, а не военному, космическому или ядерному потенциалу, и отмечал сближение между Россией и США, считая это явление победой Америки, которой удалось распространить свое влияние на Восток.
16 января 2003 года прошла презентация англоязычной версии журнала, на которой было отмечено, что на английском будут публиковаться переведенные с русского статьи авторов из штата «России в глобальной политике», а также переводные материалы других авторитетных российских изданий.
На презентации главный редактор журнала Федор Лукьянов заявил, что англоязычная версия издания будет полезна для тех зарубежных исследователей, которые профессионально изучают Россию и Восточную Европу, а председатель редакционного совета журнала Сергей Караганов отметил, что «Россия в глобальной политике» на английском поможет «преодолеть разрыв между Россией и внешним миром».
10 февраля 2005 года, в день дипломатического работника России, в Варшаве состоялась презентация польской версии журнала. Мероприятие прошло в штаб-квартире Польского агентства печати (ПАП) и было совмещено с фотовыставкой РИА Новости «Из истории российской дипломатии».
21 февраля 2006 года в Праге была представлена чешская версия журнала «Россия в глобальной политике», ставшая совместным проектом посольства России в Чехии, местного представительства информационного агентства РИА Новости, а также российской редакции журнала.
В первом номере была размещена статья министра иностранных дел Российской Федерации Сергея Лаврова. Чрезвычайный и полномочный посол России в Чехии Алексей Федотов в тот же день вручил этот номер президенту страны Вацлаву Клаусу.
На презентации Федор Лукьянов отметил, что чешская версия издания будет способствовать «восстановлению утраченных контактов в этой части Европы», также заявив, что подобные инициативы имеют большое значение для установления стабильных отношений России с Европейским Союзом.
Шеф-редактор чешской версии журнала Наталья Судленкова пообещала, что «недостаток объективной информации о России в Чехии теперь будет в определённой степени восполнен».
Спустя год после начала выпуска журнала на чешском языке Судленкова сообщила, что широкий круг местных жителей проявил искреннюю заинтересованность в журнале и попросил прислать им печатный вариант. Также шеф-редактор отметила, что издание пользуется большим авторитетом у чешских университетов.
20 февраля 2013 года в связи с изменением состава учредителей «Россия в глобальной политике» прошла процесс перерегистрации. Из прежних учредителей журнала свое место сохранил Совет по внешней и оборонной политике (СВОП), а вместо Российского союза промышленников и предпринимателей (работодателей) и издательского дома «Известия» в состав учредителей вошли Российский совет по международным делам (РСМД) и РИА Новости.
Главный редактор издания Федор Лукьянов отметил, что после этих перестановок журнал оказался связан с тремя «наиболее влиятельными российскими структурами» в сфере освещения международных отношений, а также выразил гордость тем, что президент РСМД Игорь Иванов вошел в состав редакционного совета журнала с самого момента его основания.

## Стиль журнала
В интервью официальному сайту Российского совета по международным делам (РСМД) главный редактор журнала «Россия в глобальной политике» Федор Лукьянов описал стиль своего издания следующим образом:

«Мы стараемся пройти по грани — сочетать профессионализм и компетентность наших авторов с доступностью подачи материала. По глубине анализа, конечно, есть более фундаментальные журналы, академические, ведомственные, но в силу специфики жанра у них заведомо более сложные тексты, рассчитанные на профессионалов. Мы же обращаемся не только к специалистам, но и к тем, кто просто интересуется внешней политикой (понятно, что я не имею в виду обывательский интерес, речь идет о хотя бы минимально подготовленном читателе), хочет понимать происходящее вокруг».
Председатель редакционного совета журнала Сергей Караганов, сравнивая «Россию в глобальной политике» с журналом Министерства иностранных дел «Международная жизнь», высказал мнение о том, что «Россия в глобальной политике» может выражать более широкий круг идей, поскольку не связана с правительственными структурами, и писать в более свободном стиле. Также Караганов заявил, что его журнал может привлечь более широкую аудиторию, так как не нацелен на узкий круг специалистов в области международных отношений, и носит не сугубо научный или политический, а научно-просветительский характер.

## Критика журнала
Национальный исследовательский университет Высшая школа экономики, профессором которой является главный редактор «России в глобальной политике» Федор Лукьянов, в 2015 году реализовал проект по экспертному ранжированию российских научных журналов, согласно результатам которого данный журнал оказался признан СМИ среднего уровня.
Исследование проводилось с февраля 2014 по январь 2015 года при участии 630 экспертов, которые должны были отметить в предоставленных им списках журналов те, которые им знакомы и которые, по их мнению, заслуживают звания «научного». После этой процедуры эксперты заполняли анкеты, оценивая выбранные журналы. По результатам экспертных оценок издания были разделены на три группы: А1 — для журналов высокого уровня широкого профиля, А2 — для узконаправленных журналов высокого уровня, В — все журналы среднего уровня. «Россия в глобальной политике» попала в группу В.